# Thérèse Lamartine
Thérèse Lamartine est une écrivaine québécoise, libre penseuse et féministe universaliste née dans la ville de Québec en 1948. Formée en journalisme et en communication, elle détient une maîtrise en cinéma de l’Université de Montréal.

## Biographie
Thérèse Lamartine (née Thérèse Martin) rompt avec une tradition séculaire et adopte le matronyme Lamartine. Durant presque 40 ans, demeurée fidèle à son choix fondamental, elle utilise ce nom sans changement légal puisque les règlements l’interdisent. En 2012, le Directeur de l’état civil du Québec a acquiescé à sa requête de changement de nom devant l’évidence de son identité bâtie au fil de toutes ces années.
En octobre 1975, première Année internationale de la femme proclamée par les Nations unies, elle co-fonde à Montréal la Librairie des femmes d’ici,,, deuxième librairie francophone des femmes au monde, peu après celle de Paris en mai 1974, et lieu de reconnaissance des réalités multiples des femmes d’où est né entre autres le Regroupement des femmes québécoises. En 2003, Andrée Yanacopoulo publie l'histoire du Regroupement et souligne le rôle de la Librairie des femmes d'ici : « Et de fait, elle était devenue en l'espace d'un an un des points centraux de la vie et de l'intérêt des femmes, militantes ou sympathisantes.
Pendant plus de vingt ans, elle travaille à promouvoir les droits des femmes au sein du gouvernement canadien. En 2004, elle est nommée directrice de Condition féminine Canada au Québec et au Nunavut , poste qu’elle occupera jusqu’en 2009. 
Depuis, elle publie essais, romans, théâtre, et collabore à plusieurs ouvrages collectifs qui promeuvent la vie, les intérêts, les créations, les luttes des femmes. En 2014, elle joint l’équipe de collaborateurs de la revue d’études littéraires québécoise Nuit blanche.
En 2015, elle reprend, trente ans plus tard, une recherche amorcée entre 1979-1981 sur les réalisatrices de cinéma, du début de l’histoire du cinéma en 1895 jusqu’en 1981, dans tous les pays du monde. Ce travail est paru sous Elles, cinéastes… ad lib. Son projet intitulé Dictionnaire universel des femmes réalisatrices de cinéma s'inscrira à la suite de cette recherche et compte aujourd’hui 4 262 cinéastes qui ont signé au moins un long-métrage (fiction, documentaire, animation, art et essai).

## Œuvres

### Essais
- Elles, cinéastes… ad lib. 1895-1981, Les éditions du Remue-Ménage, coll. De mémoire de femmes, 1985, 441 p.  (ISBN 2-89091-052-0)[9],[10].
- Le féminin au cinéma, préface d’Anne Claire Poirier et Christian Duguay, Sisyphe, coll. Contrepoint, 2010, 151 p.  (ISBN 978-2-923456-17-1)[11],[12].
- Une planète en mal d’ɶstrogène. Femmes et hommes du 21e siècle, préface de France Théoret, M Éditeur, coll. Mouvements, 2020, 283 p.  (ISBN 978-2-924924-16-7)[13],[14],[15],[16].
- Justice sera-t-elle enfin rendue ? Weinstein, Matzneff, Rozon et les autres, M Éditeur, coll. Mouvements, 2021, 198 p.  (ISBN 978-2-924924-30-3)[17],[18],[19],[20].

### Romans
- Soudoyer Dieu, Les éditions JCL, 2009, 217 p.  (ISBN 978-2-89431-404-3)[21],[22],[23].
- Le silence des femmes, Triptyque, 2014, 307 p.  (ISBN 978-2-89031-920-2) et  (ISBN 978-2-89031-922-6)[24],[25],[26],[27].

### Théâtre
- Autodestruction, mise en scène Pierre Valiquette, à l’affiche au Centre culturel Calixa-Lavallée à Montréal, du 8 au 12 avril 2009.
- Dolce agonia, avec Ginette Éthier, mise en scène Pierre Valiquette, adaptation du roman de Nancy Huston, à l’affiche à l’Espace 4001 à Montréal, du 4 au 15 avril 2013.

### Récit
- Les femmes de la honte, collaboration à l’ouvrage de Samia Shariff, Les éditions JCL, 2009, 285 p.  (ISBN 978-2-89431-389-3)

## Prix
- Prix du concours de la nouvelle de la Société des écrivains francophones d’Amérique en 2019, pour la nouvelle littéraire Masculin singulier